# Sandra Roelofs
Sandra Elisabeth Roelofs–Saakashvili (Terneuzen, 23 de diciembre de 1968) es una diplomática y activista neerlandesa-georgiana, esposa del expresidente georgiano Míjeil Saakashvili.

## Biografía
Sandra Roelofs nació en Terneuzen (Países Bajos) en 1968.  En 1991 se licenció en francés y alemán en la Erasmushogeschool de Bruselas y en 1993 asistió a cursos en el Instituto Internacional de Derechos Humanos de Estrasburgo. Conoció a Míjeil Saakashvili en 1993 en Estrasburgo y ese mismo año se mudó a Nueva York, donde trabajó en la Universidad de Columbia y en un bufete de abogados neerlandés. Se casaron en Nueva York y en 1996 la pareja llegó a Georgia, donde Roelofs trabajaba para el Comité Internacional de la Cruz Roja y el consulado del Reino de los Países Bajos en Tiflis.
De 1999 a 2003, Roelofs fue profesora invitada de francés en la Universidad Estatal de Tiflis y corresponsal de la radio neerlandesa. Además de su neerlandés nativo, Roelofs habla francés, inglés, alemán, ruso y georgiano.
Roelofs obtuvo la ciudadanía georgiana en enero de 2008.  En 2016, se postuló como candidata del Movimiento Nacional Unido en las elecciones parlamentarias de Georgia. Se postuló en el distrito de Zugdidi y ocupó el segundo lugar en la lista del partido.  El Movimiento Nacional Unido obtuvo 27 escaños en las listas del partido (a nivel nacional).  Sin embargo, la votación inicial del distrito de Zugdidi el 8 de octubre de 2016 fue cancelada en varios colegios electorales y se celebró una repetición el 22 de octubre de 2016 y una vez más Roelofs quedó segunda en el distrito.  Roelofs se negó a participar en la segunda vuelta del distrito de Zugdidi el 30 de octubre de 2016, alegando que los resultados oficiales habían sido alterados.  El 7 de noviembre de 2016, también renunció a su escaño en la lista del partido y, por tanto, no se convirtió en miembro del parlamento georgiano. 

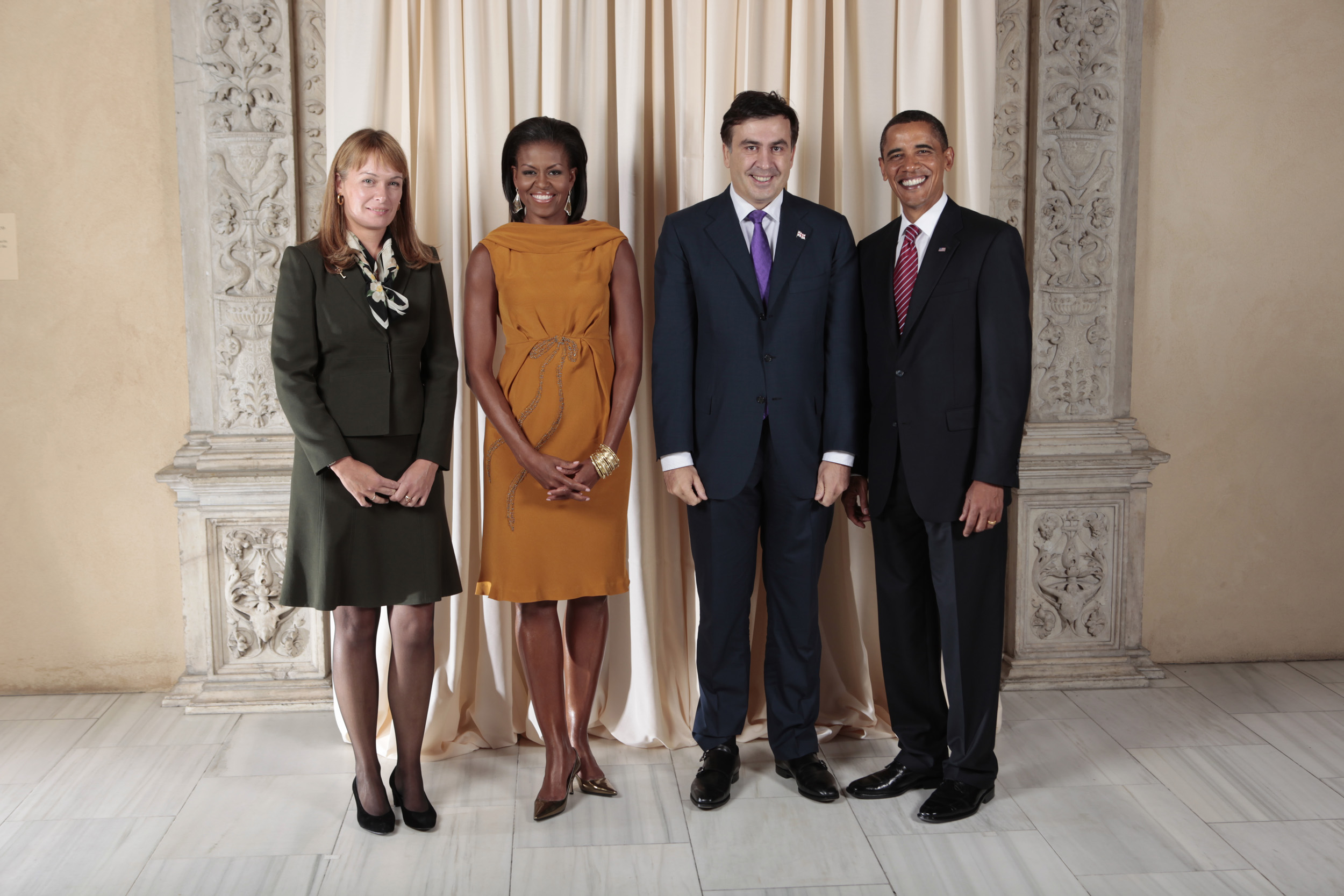
Sandra Roelofs, Michelle Obama, Míjeil Saakashvili y Barack Obama en 2009

Roelofs y Saakashvili tienen dos hijos, Eduard (nacido en 1995) y Nikoloz (nacido en 2005). 
El libro autobiográfico de Roelof The Story of an Idealist (literal, La historia de un idealista, 2005)  ha sido traducido a varios idiomas.